# Галкін Владислав Борисович
Владисла́в Бори́сович Га́лкін (рос. Владислав Борисович Галкин; при народженні Сухачов рос. Сухачёв;  25 грудня 1971, Москва, Росія —   25 лютого 2010, Москва, Росія) — російський радянський актор. Заслужений артист Росії (6 лютого 2009).
Знайдений мертвим 27 лютого 2010 року. За попередніми даними смерть Галкіна настала від гострої серцево-судинної недостатності.

## Біографія
Народився 25 грудня 1971 року в Ленінграді і виріс у підмосковному місті Жуковському у сім'ї театральної актриси, кінодраматурга та кіносценариста Олени Петрівни Демидової (21 квітня 1947 — 23 травня 2017). У дитинстві жив у бабусі Людмили Миколаївни Демидової — вчительки молодших класів. Дід Петро Миколайович Демидов був учителем малювання, загинув під колесами автобуса, коли йшов на службу. Навчався Владислав у школі № 6 міста Жуковського, де викладала його бабуся. Влітку вона працювала вихователем у піонерському таборі, куди брала онука із собою. Незважаючи на погану поведінку у школі, завдяки Людмилі Миколаївні вчителі дали Владиславу хорошу характеристику. Бабуся пропрацювала до 70 років, поки онука Маша закінчила школу. Померла від раку молочної залози.
Саме бабуся привела, потай від матері, 9-річного Влада на кінопроби. Дебютом у кіно для Владислава Галкіна стала роль Гекльберрі Фінна у картині Станіслава Говорухіна «Пригоди Тома Сойєра та Гекльберрі Фінна» (фільм за творами Марка Твена), у титрах — Владик Сухачов. У цьому фільмі знімалася і хрещена Влада Катерина Васильєва.
Коли Владиславу було 10 років, Олена Демидова вийшла заміж за актора та режисера Бориса Сергійовича Галкіна, він став прийомним батьком для Владислава та його сестри Марії.
Наступною яскравою роботою в кіно стала головна роль у дитячому фільмі «Цей негідник Сидорів» (1983).

Борис Галкін: Пам'ятаю, коли Влад вперше назвав мене татом. Ми пішли з ним у кіно, щоб подивитися фільм «Цей негідник Сидоров» — картину, в якій Владик знявся практично відразу після «Пригод Тома Сойєра та Гекльберрі Фінна».

Я вийшов під враженням — переді мною була абсолютно зріла акторська робота 11-річного хлопця, збудована роль, прожита доля. Всі думали: ну знімається хлопчик в одній картині, в іншій, у третій… А хлопчик уже працював! І я сказав: «Знаєш, Владюхо, ти будеш дуже добрим артистом». Він глянув на мене уважно — я багато разів помічав цей його недитячий, вимогливий погляд: мовляв, чи не лукавиш ти, чи не лицеміриш? Ось і тоді Владик подивився на мене так. Перепитав: Це правда? — «Абсолютна правда». — «Дякую тато»…
Владислав згадував:

Батьки взагалі були проти моєї роботи у кіно. Вони ж знали, наскільки праця актора тяжка морально і фізично, і не бажали мені такої долі. На проби потай від усіх мене привела бабуся. Батьки були в шоці, вони навіть не припускали, що бабуся, яка завжди мала «словесне нетримання», майже півроку могла приховувати нашу таємницю.
У 1986 році знімався у фільмі Олександра Муратова «Золотий ланцюг» (за мотивами однойменного роману Олександра Гріна) у ролі Санді. У 1990 році Костянтин Худяков зняв його в ролі дезертира Єгора у картині «Смерть у кіно».
До 18 років на рахунку Галкіна було кілька успішних робіт у кіно. Після закінчення середньої школи він вступив до Театрального училища ім. Б. В. Щукіна (курс Альберта Бурова), яке закінчив у 1992 році. Навчався також у ВДІКу на курсі Володимира Хотиненка.

### Кіноролі у дорослому віці
У 1999 році знявся в ролі дільничного Олексія у фільмі Станіслава Говорухіна «Ворошиловський стрілець». У 2001 році зіграв роль старшого лейтенанта Таманцева у фільмі Михайла Пташука «У серпні 44-го …», який приніс йому в 2002 р. кінопремію Ніка в номінації «Відкриття року». У 2000 році знімався в ролі водія — далекобійника Олександра в серіалі «Далекобійники», який приніс йому популярність. У 2002 році знявся в ролі спецназівця ГРУ на прізвисько Якут у серіалі «Спецназ» та в ролі молодого офіцера Сергія Висіка, після демобілізації призначеного на посаду начальника підмосковного відділення карного розшуку в трилері «По той бік вовків» режисера Володимира Хотиненка. Через рік удостоєний нагороди премії «Золотий орел»[джерело не вказане 1253 дні].
У 2004 році знявся у фільмі «72 метри» (режисер В.Хотиненко), у серіалах «Дальнобійники 2» та «Диверсант». У 2005 році зіграв Івана Бездомного в телесеріалі «Майстер і Маргарита» (режисер Бортко, за однойменним романом Булгакова), у 2005 р. роль офіцера Окружної контррозвідки Бориса Нікітіна в телесеріалі «Загибель імперії» все того ж таки. У 2007 році знявся в ролі капітана Калтигіна в серіалі «Диверсант 2: Кінець війни» (режисер — Ігор Зайцев) та у фільмі «Неідеальна жінка».
У 2008 році знявся у серіалі «Я лечу» у ролі Олександра Миколайовича Гордєєва — талановитого хірурга, керівника практики студентів, а також у серіалі " Петрівка, 38. Команда Семенова " у ролі майора міліції Андрія Семенова.
Останні дві роботи — серіали «Брудна робота» та «Котовський» — у лютому та вересні 2009 року[джерело не вказане 1253 дні].

### Сім'я
Галкін залишив батьківський будинок у 17 років, батьки купили йому однокімнатну квартиру в Жуковському, а коли одружився вперше, став жити у дружини. Він це пояснює так:

Ми спочатку були не батьки та діти, а друзі. У нас так склалося. Мені здається, сім'я — це дві людини, чоловік та дружина. Я шалено люблю своїх батьків, але розумію, що за жодних обставин не зможу жити з ними разом. Є таке поняття як особистий простір. Так от, люди, що живуть разом, так чи інакше його порушують: один встає о 8-й ранку, інший — о 2-й годині дня, звідси з'являється роздратування. Інша річ — чоловік та дружина, вони одне ціле.
- Бабуся — Людмила Миколаївна Демидова, вчителька молодших класів.
- Дідусь — Петро Миколайович Демидов, вчитель малювання.
- Мати — Олена Петрівна Демидова (21 квітня 1947 — 23 травня 2017), театральна акторка, кінодраматургиня та кіносценаристка. Урна з її прахом була похована поруч із сином на алеї акторів Троєкурівського цвинтаря Москви .
- Біологічний батько — Георгій Черкасов.
- Прийомний батько — Борис Сергійович Галкін (нар. 19 вересня 1947), актор, режисер.
- Єдиноутробна сестра — Марія Борисівна Галкіна (нар. 3 вересня 1977), живе в селі в Псковській області, під Великими Луками, журналіст, у минулому — кухар, сержант МНС РФ, хворіє на аутизм[8].
- Зведена сестра — Ганна Борисівна Галкіна (нар. 30 липня 2017), дочка Бориса Галкіна.

### Особисте життя
- Перша дружина (1988—1989) — Світлана Фомічева.
- Друга дружина — Олена Галкіна. Шлюб тривав лише кілька місяців, розлучилися мирно[11].
- Третя дружина — Валентина Єліна.
- Четверта дружина (2 жовтня 1998 — 25 лютого 2010) — Дарина Дмитрівна Михайлова (нар. 1965), актриса, театральний педагог та режисер, заслужена артистка РФ. Галкін у 2002 році заявив, що «все те, що було до нашої зустрічі, я не можу назвати одруженістю». Офіційно розлучитися не встигли, розлучення було призначено на 10 березня 2010 року[12].
- Па́дчерка (прийомна дочка) — Василина Максимівна Суханова (нар. 25 листопада 1988), дочка Михайлової від першого шлюбу (1985—1991) з актором Максимом Олександровичем Сухановим. Актриса закінчила ВТУ ім. Щукіна, працює у театрі імені Вахтангова.

Свій день народження 25 грудня 2009 року Галкін відсвяткував одноденною поїздкою до Санкт-Петербурга зі своєю останньою подругою, 34-річною Анастасією Шипуліною, знайомою - Катериною Башкатовою, та її чоловіком, актором Михайлом Башкатовим[джерело не вказане 1200 днів].
У 2009 році Галкін був засуджений на 1 рік та 2 місяці позбавлення волі умовно за звинуваченням у хуліганстві та опорі працівникам міліції. У ніч з 23 на 24 липня 2009 року, перебуваючи у нетверезому стані, Галкін затіяв стрілянину в одному з московських барів, а потім чинив опір міліціонерам під час затримання. Свою поведінку пояснив на суді нервовим зривом, втомою та проблемами у подружньому житті.

## Фільмографія
- 1981 — Пригоди Тома Сойєра і Гекльберрі Фінна — Гекльберрі Фінн
- 1983 — Цей негідник Сидоров — Альоша Сидоров
- 1984 — Вантаж без маркування — Вовчик
- 1985 — Жив відважний капітан — хлопчик-візник
- 1986 — Золотий ланцюг — Санді Пруель, юнга
- 1987 — На своїй землі — Артем Жуков
- 1987 — Син — Женька Дегтев
- 1988 — Абориген — Борька Хромов
- 1990 — Мордашка — Толік, робочий автосервісу
- 1990 — Яри — Тимоха Востряков
- 1990 — Смерть у кіно — Єгор Соколов
- 1992 — 22 червня, рівно о 4 годині… — Ваня Брагін, молодший брат Василя
- 1992 — Гра — головна роль
- 1994 — Чорний клоун — Олексій Микитович / Альоша, його син
- 1997 — Принцеса на бобах — Владик, водій Пупкова
- 1999 — Ворошиловський стрілець — Олексій Подберезкин, старший лейтенант, дільничний міліціонер
- 1999 — Каменська-1 — Євген Шахновіч
- 2000 — Маросейка, 12 — Євген Калінкін
- 2000 — Ростов-тато — Василь Потапенко, м'ясник
- 2000—2001 — Далекобійники — Олександр Коровін (Сашок), водій-далекобійник
- 2001 — У серпні 44-го... — Євген Таманцев, старший лейтенант
- 2001 — Злодійка — Слава Макєєв
- 2001 — Ескіз на моніторі — Олег
- 2002 — Каменська-2 — Євген Шахновіч
- 2002 — По ту сторону вовків — Сергій Висік
- 2002 — Пригоди мага — Гоша Григор'єв, старший лейтенант
- 2002 — Світські хроніки — Антон Корягін, фотожурналіст
- 2002 — Слідство ведуть Знавці. Десять років по тому — Авдєєв
- 2002 — Спецназ — Яків Урманов «Якут», старший лейтенант
- 2003 — Бомба для нареченої — Антон Корягін, фоторепортер
- 2003 — Небо і земля — Паша Сусак, кінолог
- 2003 — Спецназ 2 — Яків Урманов «Якут», старший лейтенант
- 2003 — Театральний блюз — Антон Корягін, фоторепортер
- 2003 — Ділянка — Віталій Ступін
- 2004 — 72 метри — Михайлов, старший мічман
- 2004 — Далекобійники 2 — Сашок, водій-далекобійник
- 2004 — Диверсант — Григорій Іванович Калтигін
- 2004 — Конвалія срібляста-2 — Малкін, любитель змій
- 2004 — Невістка — Антон
- 2005 — Загибель Імперії — Нікітін, начальник контррозвідки
- 2005 — Казароза — Микола Свечников, есперантист
- 2005 — Майстер і Маргарита — Іван Миколайович Бездомний, поет
- 2005 — Забійна сила-6 — Беспалов
- 2006 — Дикуни — Чорний
- 2006 — Спекотний листопад — Філін
- 2006 — Пороки та їхні прихильники — Володимир Петрович Архипов, програміст
- 2006 — Ти — це я — Андрій
- 2007 — Диверсант. Кінець війни — Григорій Іванович Калтигин, майор
- 2008 — Неідеальна жінка — Валерій
- 2008 — Я лечу — Олександр Миколайович Гордєєв, провідний хірург лікарні
- 2008 — Я не я — Віктор Запальцев
- 2009 — Брудна робота — Тимофій Тарасов
- 2009 — Котовський — Григорій Іванович Котовський
- 2009 — Лігво Змія — Володимир Драч
- 2009 — Кохання на сіні — Микола Євлашкін
- 2009 — Петрівка, 38. Команда Семенова — Андрій Семенов, майор міліції